# Monasterio de Dragalevtsi
El Monasterio de Dragalevtsi es un monasterio ortodoxo búlgaro situado en las faldas del monte Vitosha, Sofía, Bulgaria. Localizado a 3 km al sur de la localidad de Dragalevtsi fue construido en 1345 por el zar Iván Alejandro durante el Segundo Imperio búlgaro.
El monasterio fue posteriormente abandonado durante la ocupación otomana. Radoslav Mavur recuperó el monasterio hecho que aparece reflejado en los frescos del lado norte del vestíbulo. 
En el monasterio se refugió varias veces Vasil Levski entre 1871 y 1872